# Chikkashakuna, Sorab
Chikkashakuna là một làng thuộc tehsil Sorab, huyện Shimoga, bang Karnataka, Ấn Độ.